# Elderblood
Elderblood — український симфо-блек-метал колектив з Харкова, заснований 2011 року.

## Літопис
Колектив, опісля виходу восени 2011-го зі складу Nokturnal Mortum, заснував фронтмен Astargh. На ударні було запрошено Odalva. У листопаді 2011 року Elderblood розпочав репетиції. У лютому, як бас-гітарист, до колективу приєднався Hagalth. Запис дебютника, в «Dark Essence Studio», розпочався наприкінці березня 2012-го. 25 червня 2013 року альбом «Son of the Morning» вийшов на американському лейблі «Paragon Records». За три роки було видано «Messiah».

## Склад
- Astargh — вокал, гітара, бас, клавішні (2011 — понині)
- Odalv — ударні (2011 — понині)
- Blodorn — бас (від 2015)

## Дискографія
- «Son of the Morning» (2013)
- «Messiah» (2016)
- «Achrony» (2021)